# Cecilias Unge
Cecilias Unge är en svensk realityserie som har premiär på SVT Play den 9 januari 2025. Första säsongen består av sex avsnitt.

## Handling
Serien kretsar kring journalisten och skribenten Cecilia Hagen och hennes son komikern och skådespelaren Jonatan Unge. Unge ska på stand up-turné i Europa och tar med sin mamma. Det blir en kaotisk resa med missade tåg, improviserade stand ups och otippade turistmål.

## Medverkande (i urval)
- Cecilia Hagen
- Jonatan Unge